# 雷霆特警
《雷霆特警》是一部2000年上映的香港電影，本片遠於韓國取景，由高飛導演及編劇，監製為張啟平，黃秋生、楊麗青及盧惠光領銜主演。

## 劇情
趙麗冰（楊麗青 飾）為香港優秀的女特警，她被選到去漢成做特訓，途中，她認識了李子琪及金玉萍，張長官對三人是特別嚴格，冰成功合格，她臨走前跟琪道別。琪有些困難，她的父親被殺死，母親也受驚過度，精神崩潰，警察張榮銘與郭惠青也接手調查這案子，得知韓國偽鈔集團首領金仔會來香港，他們決定設計追捕。
另一面，冰未婚夫程正德在外面有女人，冰說要分手，另外，琪和萍在金山的電腦上找到了偽鈔集團的成員名單，但是，兩人竟發現德的名字...

## 演員
| 演員   | 角色   | 粵語配音 | 備註                                                                     |
| 黃秋生 | 陳警官 | 黃志成   | 陳Sir 香港警察 郭惠青之上司 張榮銘之下屬                                 |
| 楊麗青 | 趙麗冰 |          | 阿冰 香港優秀的女特警 程正德之未婚妻 李子琪、金玉萍之好友 最后槍殺程正德 |
| 湯盈盈 | 郭惠青 |          | 香港警察 陳警官、張榮銘之下屬                                            |
| 盧惠光 | 程正德 | 馮志輝   | 本片終極大反派 毒販 趙麗冰之未婚夫 最后在脅持李子琪時被趙麗冰槍殺        |
| 高俊傑 | 吉米   | 馮志輝   | 偽鈔集團成員 金山之手下 最后被李子琪打死                                 |
| 黎強權 | 打手   |          | 黑幫金牌打手 程正德之手下 最后被金玉琪打死                               |
| 高飛   | 高長官 |          | 高Sir 香港警察 趙麗冰之上司                                              |
| 曾健勇 | 阿敬   | 李家輝   | 香港警察 陳警官之下屬                                                    |
| 王龍威 | 拍檔   | 黃志成   | 金山之拍檔                                                               |

## 外部連結
- 香港影庫上《雷霆特警》的資料（繁體中文）